# Ghillie suit

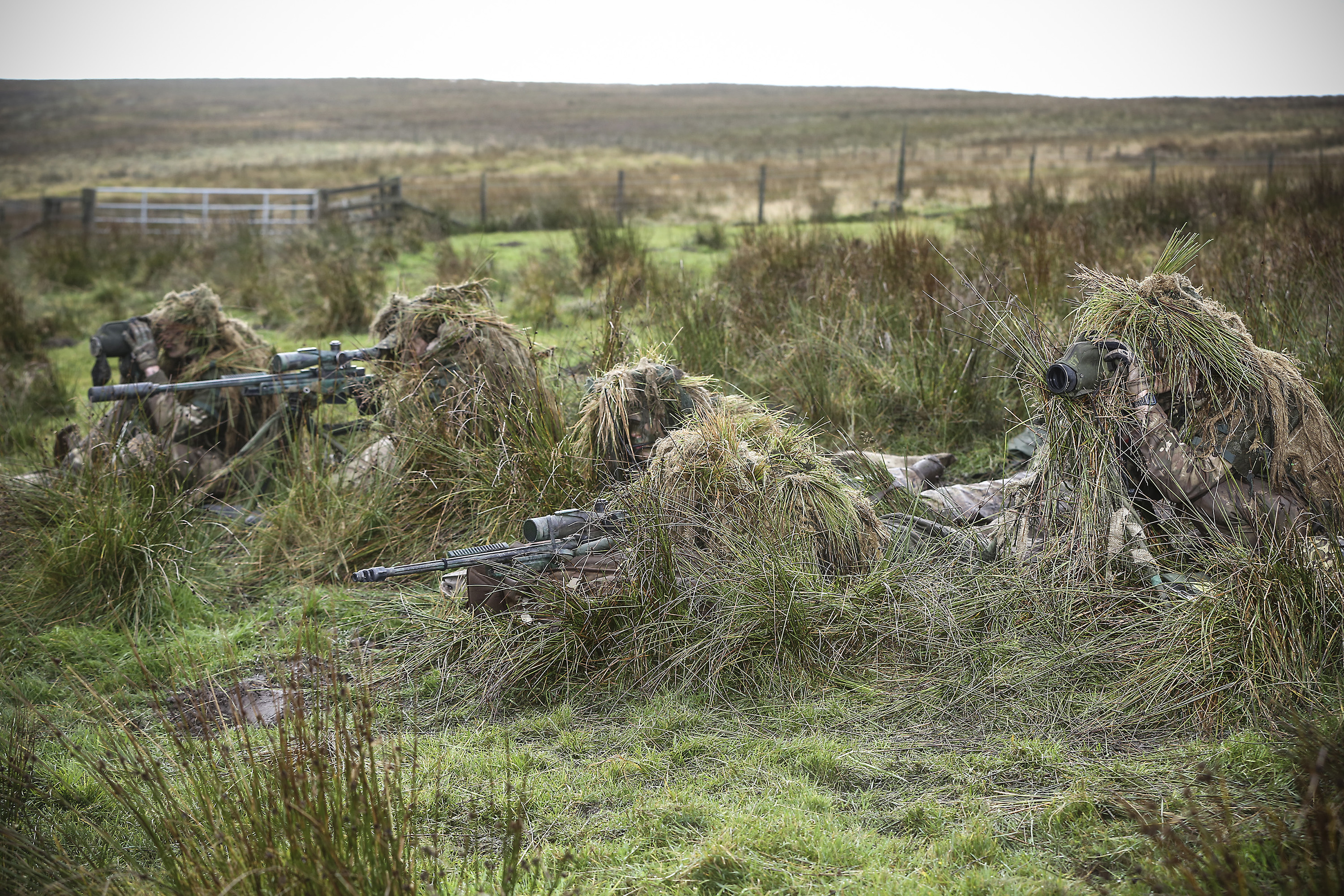
Britische Scharfschützen des No. 34 Squadron RAF Regiment in Ghillie-Tarnanzügen

Der ghillie suit [ˈɡɪli s(j)uːt] (in der australischen Armee auch yowie suit) ist ein Tarnanzug, der von Scharfschützen, Jägern und Naturfotografen eingesetzt wird.

## Herkunft

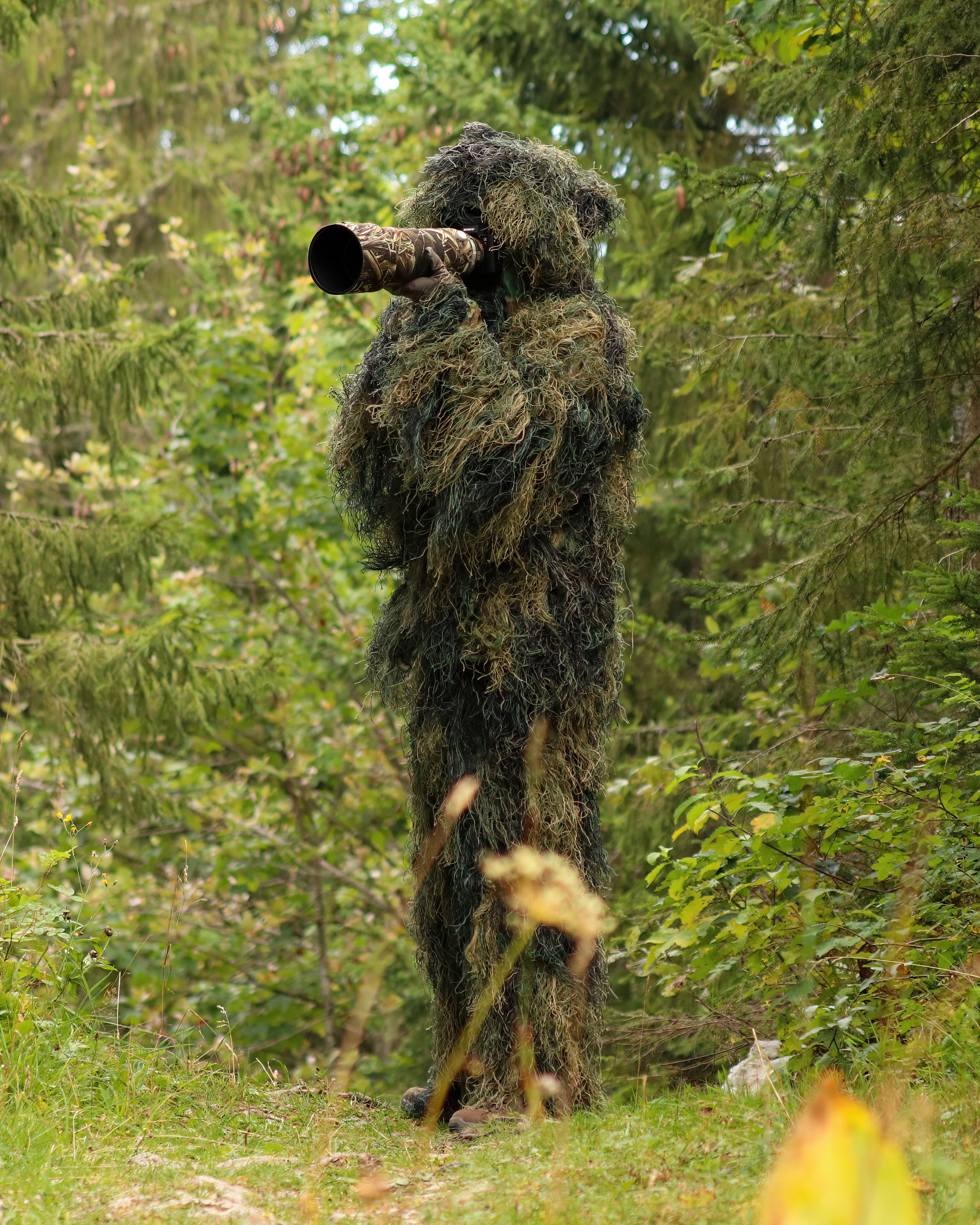
Ein Tierfotograf im ghillie suit

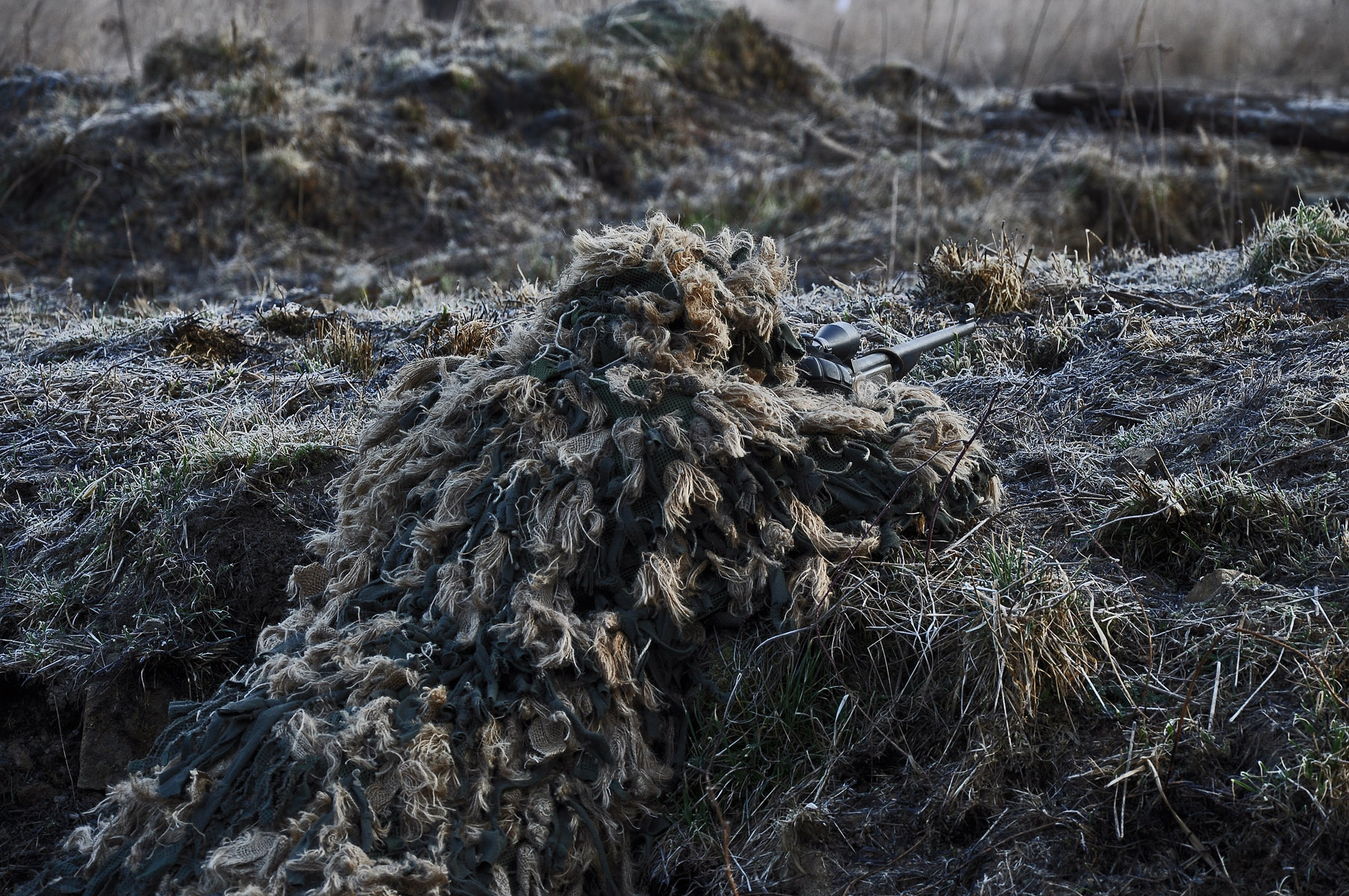
Scharfschütze des österreichischen Bundesheers im Ghillie-Tarnanzug

Das Wort ghillie verweist auf Ghillie Dhu (schottisch-gälische Aussprache: [ˈkʲiʎə ˈt̪u]), ein in Blätter und Moos gekleidetes Wesen der schottischen Mythologie.
Die im Zweiten Burenkrieg von Simon Fraser, 14th Lord Lovat, gegründeten Lovat Scouts waren in den Highlands stationiert und waren die erste bekannte Militäreinheit, die den ghillie suit nutzte. Sie bildeten im Ersten Weltkrieg die erste ausgewiesene Scharfschützeneinheit der British Army. In ihrer Anfangszeit rekrutierten sich die Lovat Scouts aus Berufsjägern (im britischen Englisch als professional stalker oder gamekeeper bezeichnet) und anderem Dienstpersonal der großen Landgüter des britischen Adels in Schottland, das z. T. auch aus der Gegend um Gairloch stammte, dem Ursprungsort der Erzählung von Ghillie Dhu.

## Aufbau und Funktion

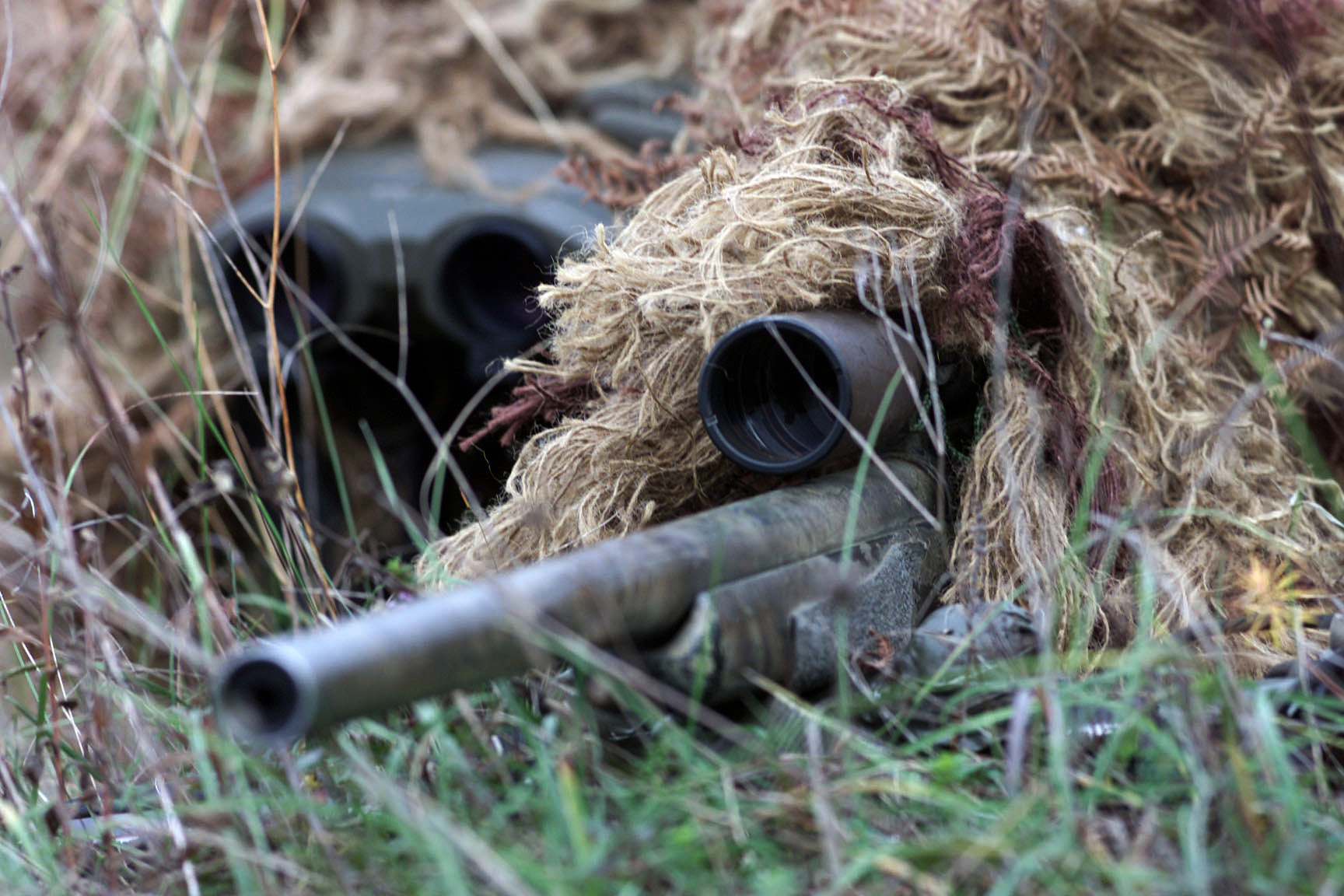
Scharfschützenteam der US-Marines im Ghillie suit mit einem M40-Gewehr auf dem Truppenübungsplatz „Eugen Kvaternik“ (2000).

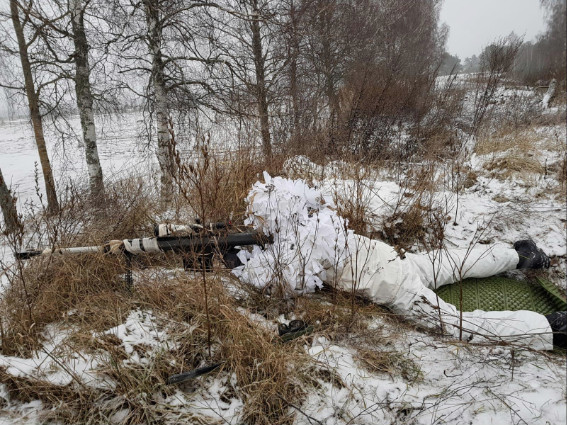
Italienischer Scharfschütze im Winter-Ghillie-Tarnanzug

Der ghillie suit verbirgt die Form des menschlichen Körpers, indem er dessen Konturen aufbricht und ihn so mit seiner Umgebung „verschmelzen“ lässt. In der Regel besteht er aus Netzmaterial, entweder in Form eines Überwurfes oder als zweiteilige Ausführung, was den Anzug leichter macht und beim Einsatz in warmen Gebieten den Wärmerückstau vermindert. Ghillie suits sind je nach Gelände und Jahreszeit mit unterschiedlichem Tarnmaterial aufgebaut. Grundtarnmaterial sind meist Sackleinenstreifen oder Rupfen, für Wald- und Buschgelände in Braun- und Grüntönen, im Winter bei Schnee weiße Leinenstreifen durchbrochen mit Grün, für urbane Gebiete in Braun und Grau. Um die optimale Tarnwirkung zu erzielen, muss in den Tarnanzug ausreichend natürliches Material wie Zweige mit grünen und braunen Blättern, Gras und trockene Halme aus der unmittelbaren Umgebung eingearbeitet werden.